# Lansana Kouyaté

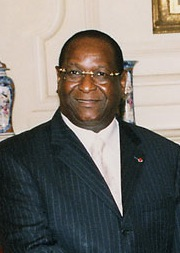
Lansana Kouyaté.

Lansana Kouyaté, född 1950 i Koba, Guinea, är diplomat och politiker i Guinea som var regeringschef mellan 1 mars 2007 och 23 maj 2008. Han avsattes av president Lansana Conté som utsåg Ahmed Tidiane Souaré till efterträdare, vilket meddelades genom statstelevisionen den 20 maj 2008.